# Über die Grenzen
Über die Grenzen ist ein Spielfilm der DEFA aus dem Radsportmilieu von Rainer Ackermann aus dem Jahr 1990.

## Handlung
Paul Krewer will einen Film über die Internationale Friedensfahrt machen und sucht sich dafür sein eingespieltes Team zusammen. Er will vor allen Dingen eine Dokumentation über seinen Freund Thomas Ritter drehen, der in der Lage ist, dieses Rennen zu gewinnen. Es soll auch dessen letztes großes Radrennen sein. Doch schon gleich auf der ersten Etappe stürzt Ritter schwer und verliert viel Zeit auf die Spitze. Doch er beobachtet auch den englischen Fahrer Steve Baxter, der sich bis ins Ziel quält, obwohl er schon fast im Besenwagen saß. Nachdem Krewer fast ausschließen kann einen Film über einen strahlenden Gesamtsieger zu drehen, beschließt er, den Engländer als tapferen und fairen Fahrer aus dem hinteren Feld, in den Mittelpunkt zu stellen.
Aber auch Falck, der Mannschaftskamerad und Freund Thomas Ritters, der nach dessen Rückstand besser platziert ist und Chancen auf den Sieg hat, gerät nun mehr in den Focus des Interesses. Bisher war er ein sogenannter Wasserträger für Thomas und ist sich jetzt über die neue Rollenverteilung etwas im Unklaren. Im Laufe des Rennens verbessert Ritter seine Platzierung und liegt vor der letzten Etappe nach Prag an dritter Stelle in der Reihenfolge der Fahrer. Falck liegt an erster Stelle der Gesamtwertung, hat aber in einer Kurve einen Kettenschaden. Als Thomas ihm sein Rennrad zur Verfügung stellen will, lehnt er das ab und schickt diesen auf die Verfolgungsjagd des Zweitplatzierten. Thomas gelingt das Wunder und gewinnt so viel Vorsprung, dass es für den Gesamtsieg der Friedensfahrt in Prag reicht.
Um Steve Baxter, dessen größter Wunsch war Prag zu erreichen, zum Schluss des Rennens noch zu filmen, fehlt das Material dafür. Als es dann endlich da war, fuhr Steve mit dem Bus an der verabredeten Stelle vorbei und winkte zum Abschied. Für Thomas Ritter war es nun doch nicht die letzte Fahrt, denn er will im kommenden Jahr herausbekommen, ob Falcks Panne wirklich echt oder nur vorgetäuscht war.

## Produktion
Über die Grenzen wurde vom DEFA-Studio für Spielfilme (Künstlerischen Arbeitsgruppe „Berlin“) auf ORWO-Color gedreht und hatte am 7. Mai 1990 im Berliner Kino Rio in der Prenzlauer Promenade Premiere. Der Termin wurde anlässlich des am 8. Mai in der Berliner Karl-Marx-Allee stattfindenden Prologs der 43. Internationalen Friedensfahrt ausgewählt.

## Kritik
Günter Sobe von der Berliner Zeitung bezeichnet den Streifen als einen Spielfilm, den ein Dokumentarfilmer über einen Dokumentarfilmer macht, der einen Dokumentarfilm über einen Radfahrer machen will. Rainer Ackermann hat, was den Stoff angeht Erfahrungen, die ihm aber, bei der dramaturgischen Konzentrierung der Konflikte für den ersten Spielfilm, im Wege stehen. Zum Schluss nennt er den Film, in Anlehnung an das Thema, eine Radpanne, die etwa viereinhalb Millionen DDR-Mark gekostet haben soll.
Das Lexikon des internationalen Films schrieb, dass es dem Spielfilmdebüt des DEFA-Dokumentaristen Rainer Ackermann an entschlossener Inszenierung und überzeugender Bildsprache mangelt.